# Чобан-заде, Бекир Ваапович
Беки́р Ваа́пович Чоба́н-заде́ (крымскотат. Bekir Vaap oğlu Çoban-zade, азерб. Bəkir Vahab oğlu Çobanzadə; 15 (27) мая 1893, Карасубазар — 13 октября 1937, Баку) — крымскотатарский поэт, учёный-тюрколог, специалист в области тюркских языков и литературы. Профессор Бакинского государственного университета, член Союза писателей Азербайджана (с 1934 года)
, доктор филологических наук (с 1920 года), руководитель тюрко-татарской секции Научно-исследовательского института этнических и национальных культур народов советского Востока. Убит в ходе массовых политических (сталинских) репрессий в СССР 1937—1938 годов.

## Биография
Родился в провинциальном крымском городке Карасубазаре 15 мая (27 мая по новому стилю) 1893 года в семье пастуха. В 1904—1908 годах учился в карасубазарской новометодной школе-рушдие. По окончании её показавший отличные успехи Бекир был, по инициативе городского головы Решида Медиева, отправлен на средства местного мусульманского благотворительного общества для продолжения обучения в Константинополь. Там в 1909—1914 годах он учился в престижном Галатасарайском лицее по словесному отделению. После лицея год слушал лекции на философском отделении Константинопольского университета и параллельно окончил 3-годичные высшие курсы арабского и французского языков при нём, получив право преподавания этих языков в средней школе и в лицеях. Во время учёбы Бекир опубликовал свои первые стихи, которые были подписаны псевдонимом Чобан-заде (в переводе «сын пастуха»).

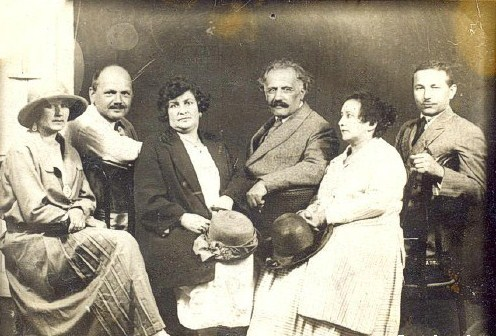
А.Н. Самойлович, А.А. Ахвердов и Б. Чобан-заде с супругами. Ленинград, 1925 год

В 1914 году Бекир возвратился в Крым, а вскоре переехал в Одессу, чтобы совершенствовать знание русского языка. Началась Первая мировая война, Бекира призвали в армию. Он был направлен на Юго-Западный фронт, и в конце 1914 года попал в плен к венграм. Так утверждает большинство официальных биографий Чобан-заде. Сведения о первых месяцах пребывания Чобан-заде в плену — фрагментарны. Существуют упоминания его знакомства с венгерским профессором Мессарошем (оценившим лингвистические познания Бекира) и кратковременной поездки в Константинополь. В декабре 1915 года Бекир получил положительное решение относительно своей просьбы об учёбе в Будапеште и в январе 1916 года поступил на историко-филологический факультет Будапештского университета имени Петра Пазманя. Здесь он вошёл в мир европейской науки, начал изучать «Кодекс Куманикус» — знаменитый письменный памятник кыпчакского языка. Молодой учёный до окончания учёбы завершил свою научную работу и в 1920 году защитил докторскую диссертацию «Кажущиеся сингармонические несоответствия в Кодексе Куманикусе». Его научными руководителями были профессора Гольцигер, Синей и Немета,
После окончания учёбы, Бекир преподавал турецкий язык в Восточной академии, в Будапештском и Лозаннском (Швейцария) университетах — и в 26 лет стал профессором обоих университетов. Тогда же появились его первые научные публикации в стамбульских газетах «Къырым» и «Гёк китап» и в пантюркистском журнале «Туран». В Будапеште он выпустил брошюру «Культурные проблемы российских тюрко-татар» на венгерском языке.
В марте 1919 года Чобан-заде стал одним из руководителей Венгерской коммуны. Он сформировал Иностранный полк в составе Венгерской красной армии. После разгрома Венгерской Советской Республики отрядами белых партизан Чобан-заде поспешно покинул Венгрию. Вскоре он перебрался в Турцию. 8 июля 1920 года Чобан-заде вернулся по поддельному паспорту из Стамбула в Крым, где власть принадлежала генералу П. Н. Врангелю. Чобан-заде включился в подпольную деятельность против белых.
В 1921 году была провозглашена Крымская АССР и Чобан-заде был избран членом Центрального исполнительного комитета Крымской АР, участвовал в процессе революционного обновления общества. В 1922 году стал профессором Крымского университета (Таврический национальный университет имени В. И. Вернадского), а позже его ректором. Являлся преподавателем в татарском педагогическом техникуме.

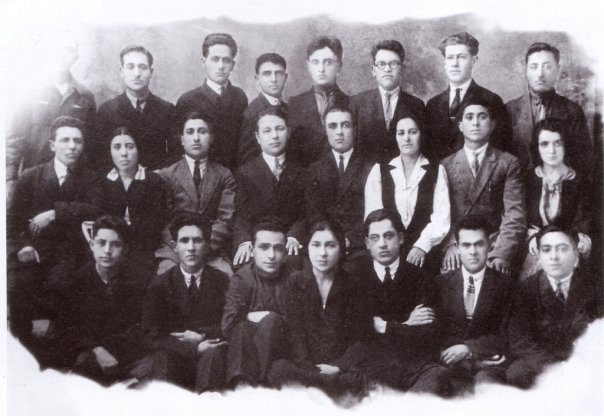
Бекир Чобан-заде среди студентов Бакинского вуза (четвёртый слева во втором ряду)

В 1924 году, по приглашению руководства Азербайджана, Чобан-заде приехал в Баку и в качестве профессора Бакинского университета активно участвовал в переходе от арабской письменности к латинской. Был руководителем Всесоюзного центрального комитета нового тюркского алфавита. В период с 1924 по 1929 год был заведующим кафедрой и деканом востоковедческого факультета Азербайджанского государственного университета.
Руководитель нового Всесоюзного ЦК по турецкому алфавиту, заведующий кафедрой факультета востоковедения в АУЯ, декан (1924—1929).

### Репрессии. Смерть
В 1928 году против Бекира Чобан-заде развернулась клеветническая кампания в крымской и бакинской печати. Учёного обвиняли в «пантюркизме», «буржуазном национализме». Несмотря на травлю в печати, Бекир Чобан-заде сохранил высокий авторитет в научных кругах. В 1930—1935 годах он заведовал кафедрой узбекского языка в Ферганском пединституте, преподавал в Ташкентском университете, Бухарском пединституте, избран действительным членом Азербайджанского филиала АН СССР, в 1935 году избран членом Парижского лингвистического общества.
Бекира Чобан-заде арестовали 28 января 1937 года в Кисловодске. Обвинён в участии в деятельности «Милли Фирка», пантюркистском движении, в 1920—1937 годах, участии в «националистических и пантюркистских» организациях. 12 сентября 1937 года ВК ВС СССР приговорён к высшей мере наказания (ст. 60, 63, 70, 73 УК АзССР). Был казнён 13 октября 1937 года.

## Важнейшие работы Чобан-заде
- Предварительное сообщение о кумыкском наречии, Баку, 1926[4];
- Заметки о языке и словесности кумыков (на тюркском яз.), Баку, 1926[4];
- Тюрко-татарская диалектология, Баку, 1927;
- сб. Фузули, Баку, 1925;
- сб. Неваи, Баку, 1926;
- Введение в тюрко-татарское языковедение (на азербайджанском языке), Баку, 1924;
- Научная грамматика крымскотатарского языка (на османском языке), Симферополь, 1925;
- Методика преподавания татарского языка и литературы, Баку, 1926;
- Тюркская грамматика, 1930 (на тюркском яз. и др.).

## Память

Мемориальная доска в память об азербайджанских репрессированных писателях с именем и Бекира Чобан-заде. Здание Союза писателей Азербайджана, Баку. Автор: Эльджан Шамилов

- Первой публикацией после смерти поэта стала статья «Татарский поэт Чобан-заде» Александра Булдеева в оккупационной газете «Голос Крыма» от 12 апреля 1942 года[9].
- В Белогорске установлен памятник Бекиру Чобан-заде[10].
- Именем Бекира Чобан-заде названа одна из улиц столицы Азербайджана, города Баку.
- На стене внутри здания Союза писателей Азербайджана в Баку имеется мемориальная доска в память об репрессированных азербайджанских писателях с именами 27 репрессированных членов Союза писателей. На мемориальной доске выгравировано также имя Бекира Чобан-заде.
- Его имя носит недавно созданный Учебно-научный институт востоковедения, являющийся структурным подразделением расположенного с 2016 г. в Киеве Государственного учреждения «Таврический национальный университет им. В. И. Вернадского» (ул. Джона Маккейна, 33, г. Киев, Украина).
- 21 декабря 1990 года Крымским фондом культуры была учреждена премия имени Бекира Чобан-заде «за лучшее произведение, исследование в области азербайджанской литературы»[11].
- Азербайджанский поэт Халил Рза Улутюрк в произведении «Давам едир 37…» (1989 год) упоминает Бекира Чобан-заде среди других жертв сталинских репрессий[12].